# Labastide-d’Anjou
Labastide-d’Anjou – miejscowość i gmina we Francji, w regionie Oksytania, w departamencie Aude. Przez miejscowość przepływa rzeka Fresquel. 
Według danych na rok 1990 gminę zamieszkiwało 797 osób, a gęstość zaludnienia wynosiła 93 osoby/km² (wśród 1545 gmin Langwedocji-Roussillon Labastide-d’Anjou plasuje się na 403. miejscu pod względem liczby ludności, natomiast pod względem powierzchni na miejscu 827.).